# Pterygonema cambriensis
Pterygonema cambriensis is een rondwormensoort uit de familie van de Ceramonematidae. De wetenschappelijke naam van de soort is voor het eerst geldig gepubliceerd in 1973 door Ward.